# Gunung Palung
Gunung Palung är ett berg i Indonesien. Det ligger i den västra delen av landet, 700 km nordost om huvudstaden Jakarta.
Berget är resten av en slocknad vulkan. Det finns två toppar som är 1 116 respektive 1 050 meter höga. Kring berget inrättades en nationalpark.
Terrängen runt Gunung Palung är varierad. Runt Gunung Palung är det glesbefolkat, med 19 invånare per kvadratkilometer. Det finns inga samhällen i närheten. I omgivningarna runt Gunung Palung växer i huvudsak städsegrön lövskog.
Tropiskt regnskogsklimat råder i trakten. Årsmedeltemperaturen i trakten är 22 °C. Den varmaste månaden är november, då medeltemperaturen är 23 °C, och den kallaste är december, med 22 °C. Genomsnittlig årsnederbörd är 3 638 millimeter. Den regnigaste månaden är december, med i genomsnitt 479 mm nederbörd, och den torraste är augusti, med 146 mm nederbörd.